# Wodonga
Wodonga – miasto w Australii, w stanie Wiktoria. Leży nad rzeką Murray; na drugim jej brzegu jest już Nowa Południowa Walia i miasto Albury, z którym Wodonga tworzy zespół miejski.
- Liczba mieszkańców: 43 253[1]